# 울타리 (영화)
"울타리"(러시아어: Забор)는 1967년에 상영되었던 소련의 단편 애니메이션 영화로, 캐나다 몬트리올에서 열린 1967년 세계 박람회에 상영할 목적으로 만들어졌다. '인간, 인간의 세계'라는 주제로 만들어졌으며, 조건에 따라 작품의 길이가 1분을 넘지 않아야 하기 때문에 56초 동안 상영되었으며, 안시 국제 애니메이션 영화제에서 크게 성공했다.